# Карповы (деревня)
Карповы — деревня в Слободском районе Кировской области в составе Денисовского сельского поселения.

## География
Находится на расстоянии примерно 1 км на север-северо-запад от районного центра города Слободской.

## История
Известна с 1873 года как деревня Лихачевская или Карповцы, где было учтено дворов 6 и жителей 36, в 1905 9 и 28, в 1926 (деревня Карповы или Лихачи) 15 и 74, в 1950 19 и 67, в 1989 оставалось 17 жителей. Нынешнее название утвердилось с 1939 года. 

## Население
Постоянное население  составляло 17 человек (русские 100%) в 2002 году, 29 в 2010.